# Marienhafe
Marienhafe egy község Németországban, az Aurichi járásban. Lakosainak száma 2504 fő (2023. december 31.).

## Népessége
| Lakosok száma | 2338 | 2360 | 2386 | 2380 | 2456 | 2504 |
|               | 2016 | 2017 | 2019 | 2021 | 2022 | 2023 |